# 곤틀릿 (형벌)

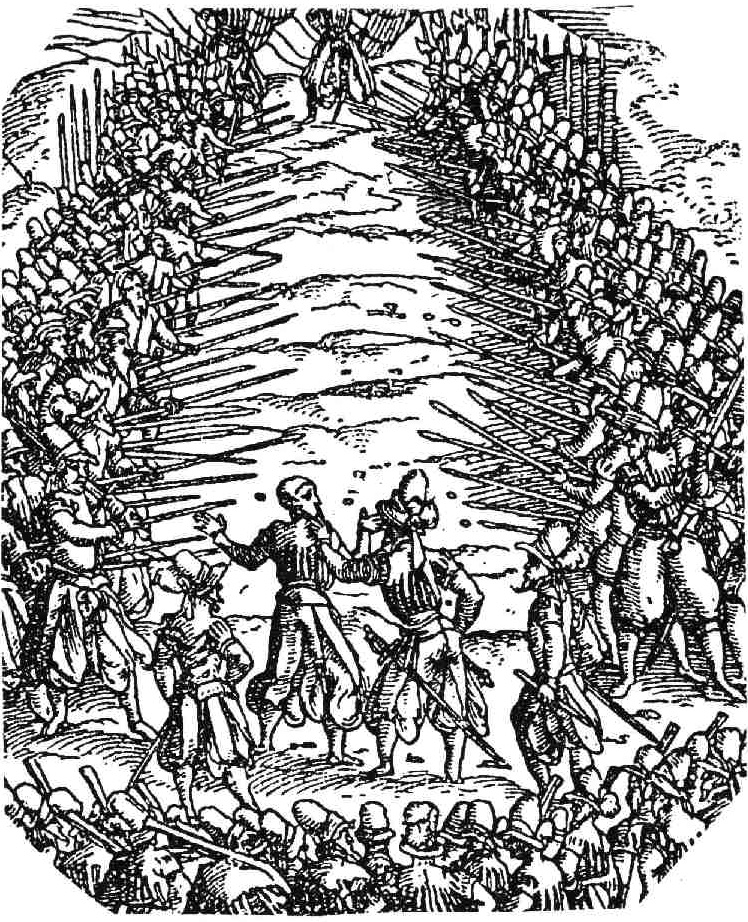
창을 들고 양쪽으로 서있는 병사들 사이들 지나야 하는 곤틀릿 형벌을 묘사한 목판화 삽화. 요스트 암만 (1525년)

곤틀릿(Running the gauntlet, gantlet)은 벌을 받는 사람에게 양쪽으로 줄선 병사들 사이를 빠져나가도록 강요해 지나가는 동안에 양측 열의 병사가 곤봉이나 채찍 등을 사용하는 형벌이나 체벌의 일종이다. 중세 이래 유럽의 군대 형벌이나 미국 인디언 부족의 형벌로 또 미국 서부 개척 시대에는 린치(사적제재)로 이용되었다.
이 형벌은 현대에 이르기까지 죄수에 대한 폭행 등 다양한 목적으로, 다양한 장소에서 린치로 행해지고 있다.

## 어원
곤틀릿(gauntlet)이라고 하는 영단어는 프랑스어에서 유래한 같은 철자의 단어 곤틀릿(gauntlet, 호구 장갑)과는 무관하다. 스웨덴어 "gatlopp"(대로를 달린다)이 30년 전쟁 중 영국군 병사들 사이에 반입된 것으로 추정된다. 이러한 형벌은 독일이나 오스트리아, 특히 프로이센 왕국의 군대에서 "Spiessrutenlaufen"(신음하는 채찍의 사이를 달린다)로 불리면서 계속되었다. 러시아도 19세기까지 이러한 형벌이 있었다. 스웨덴은 18세기까지 군대뿐만 아니라 일반인에 대해서도 이러한 형벌이 존재하였다.

## 고대 로마
고대 로마 군대는 파수를 게을리한 군인이나 탈주한 병사에 대해 푸스투아리움(Fustuarium, 라틴어로 가지나 채찍을 의미한다.)이라고 하는 형을 과하고 있었다. 부대를 탈영해 동료들의 신뢰를 배반하여 벌을 받는 사람은 로마군에 어울리지 않다고 여겨져서 동료들의 손에 의해 가지나 채찍으로 죽을 때까지 얻어터졌다.
또 군단 전체에 대한 형벌로는 군단 10명 중 1명이 선택되어 남는 10분의 9가 선택된 10분의 1을 둘러싸고 곤봉 등으로 죽을 때까지 치도록 강요당하는 십분의 일형(decimatio)도 존재했다.

## 유럽
동료 군사들에게 죽임을 당하는 이 형벌은 로마 이후의 유럽의 군대에서도 볼 수 있다. 벌을 받는 병사는 이열의 줄선 병사들 사이( "die Gasse, "샛길" 이라고도 불린다)를 지나가면서 곤봉이나 채찍, 창 등을 가진 동료들이 형벌을 집행했다 전해진다. 벌을 받는 병사의 손목이 속박되어 열의 사이를 끌려가는 경우도 있었다. 열을 이루는 병사들은 날카로운 무기의 사용을 금지하는 규칙이나 한쪽 발은 그 자리로부터 움직이지 말아야 하는 규칙이 있는 경우도 있었고, 벌을 받는 병사는 손으로 머리를 지켜도 좋다고 인정하는 경우도 있었다. 이 형벌은 죽음에 이를 때까지 실시하지 않으면 안 되는 경우는 드물었고, 걸을 수 없게 되면 벌은 끝났다. 곤틀릿은 벌을 받는 사람의 동료 병사들 사이에 행해지는 것이었기 때문에, 자신의 잘못이 남자답게 동료들에게 제재되었다고 생각했기에 불명예스러운 형벌은 아니라고 여겨졌다.
군대에 따라서는 곤틀릿 형벌을 받고 반대쪽으로 가까스로 도착할 수 있었을 경우에는 잘못은 갚아졌다고 보아 부대로 돌아오는 것이 용서되는 경우도 있었다. 그러나 반대측에 가까스로 도착해도 또 열의 사이에 되돌려져 곤틀릿의 사이를 죽을 때까지 반복해서 걸어야하는 경우도 있었다. 프로이센 기병의 경우는 채찍 대신에 박차를 사용했다. 프랑스군에서도 곤틀릿은 일반적인 벌이며, 특히 절도 등에 과하여지고 있었다. 영국 해군에서도 절도 시에는 곤틀릿 같은 형이 있어 부사관이 벌을 받는 군사의 앞을 달릴 수 없게 막아 다른 부사관이 군사를 뒤에서 눌러 로프를 짜고 채찍 등을 들고 있는 동료들의 사이를 걷게 했다.

## 미국 인디언

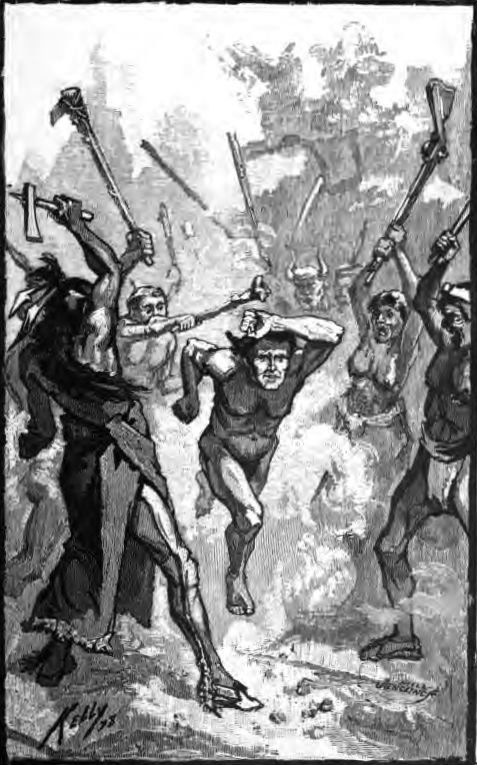
포로로 붙잡힌 사람이 쇼니족 전사들 사이에서 곤틀릿 형벌을 받고 있다.

미국 인디언 부족 가운데 동부 삼림 지대의 이로쿼이 연방 문화권에 속하는 몇몇 부족은 이열로 줄서 봉을 가진 사람들의 사이를 포로에게 달리게 하는 곤틀릿 형벌을 실시했다. 포로인 적부족원이 무사히 달려 나갈 수 있으면, 이로쿼이족의 부족원으로서 맞아들이기도 했다.
예수회의 선교사인 이삭 조그는 1641년에 이로쿼이족에 붙잡혀서 건틀릿 형벌을 받았다. 대니얼 분, 윌리엄 크로퍼드 등도 인디언 부족에게 붙잡혔을 때에 이 형벌을 받았다.

## 같이 보기
- 십분의 일형